# 이우익
이우익(李愚益, 1890년 4월 15일 ~ 1982년 3월 16일, 경북 칠곡)은 일제강점기와 대한민국의 법조인이다. 본관은 벽진.

## 생애
한성부에 유학하여 1912년에 경성법학전문학교를 졸업한 뒤 1913년 판사전형시험에 합격하여 법조계에 입문하였다.
1927년까지 약 15년 동안 조선총독부 소속 법원 서기와 검사, 판사로 근무했다. 1923년 대구복심법원 판사로  재직시 항일사건으로 구속되었던 이명균의 병보석을 주선한 바 있다. 1927년에 퇴임할 당시 정6위 훈6등에 서위되어 있었다.   
이후 변호사를 개업하여 활동하였다. 이때 식민당국에 맞서서 1927년 이육사 사건(조선은행 대구지점 폭탄 투척사건), 1928년 경북 유림단 사건, 1929년 대구 ㄱ당사건, 1930년 학생전위동맹사건, 1934년 조선공산주의자동맹사건, 1934년 전주적색비사(全州赤色秘社) 사건, 1937년 김천적색비사(金川赤色秘社)사건 등 여러 항일 사건의 변호를 맡은 일이 있다. 
일제 말에는 창씨개명요구를 끝까지 거부하기도 했다.
해방 이후 다시 검사로 발탁되어 대구고등검찰청 검사장을 지냈다. 1950년 5월 한국 전쟁 발발 직전에는 대한민국 법무부의 제3대 장관에 임명되어 같은 해 11월까지 재직했다. 한국 전쟁 발발 직후 조선인민군이 급속도로 남하해오는 동안 대한민국 영역 곳곳에서 정치범 집단 학살이 이루어졌는데, 이들 사건의 주무 장관이었다.
법무부 장관직에서 물러난 이후 고향인 칠곡으로 돌아갔고, 제1공화국 말기에는 자유당 경상북도 위원장과 고문을 지냈다.
2002년 발표된 친일파 708인 명단 중 판사 부문에 수록되어 있다. 그러나 장기간 연구 끝에 이육사,김창숙 등을 위한 항일 변호와 일제 말 창씨 개명 반대 등의 사유가 확인되어 2009년 간행된 민족문제연구소의 친일인명사전에서는 이우익을 제외했다.